# 232 (nombre)
Pour les articles homonymes, voir 232 (homonymie).
232 (deux cent trente-deux) est l'entier naturel qui suit 231 et qui précède 233.

## En mathématiques
deux cent trente-deux est :
- un nombre décagonal.
- un nombre refactorisable.
- la fonction de Mertens retourne 0 pour ce nombre.
- un nombre noncototient.

## Dans d'autres domaines
deux cent trente-deux est aussi :
- Années historiques : -232, 232